# Aktios-Vonitsa
Aktios-Vonitsa (tiếng Hy Lạp: ?) là một khu tự quản ở vùng Tây Hy Lạp, Hy Lạp. Khu tự quản Aktios-Vonitsa có diện tích 660 km², dân số theo điều tra ngày 18 tháng 3 năm 2001 là 17872 người.